# ウナギのゼリー寄せ

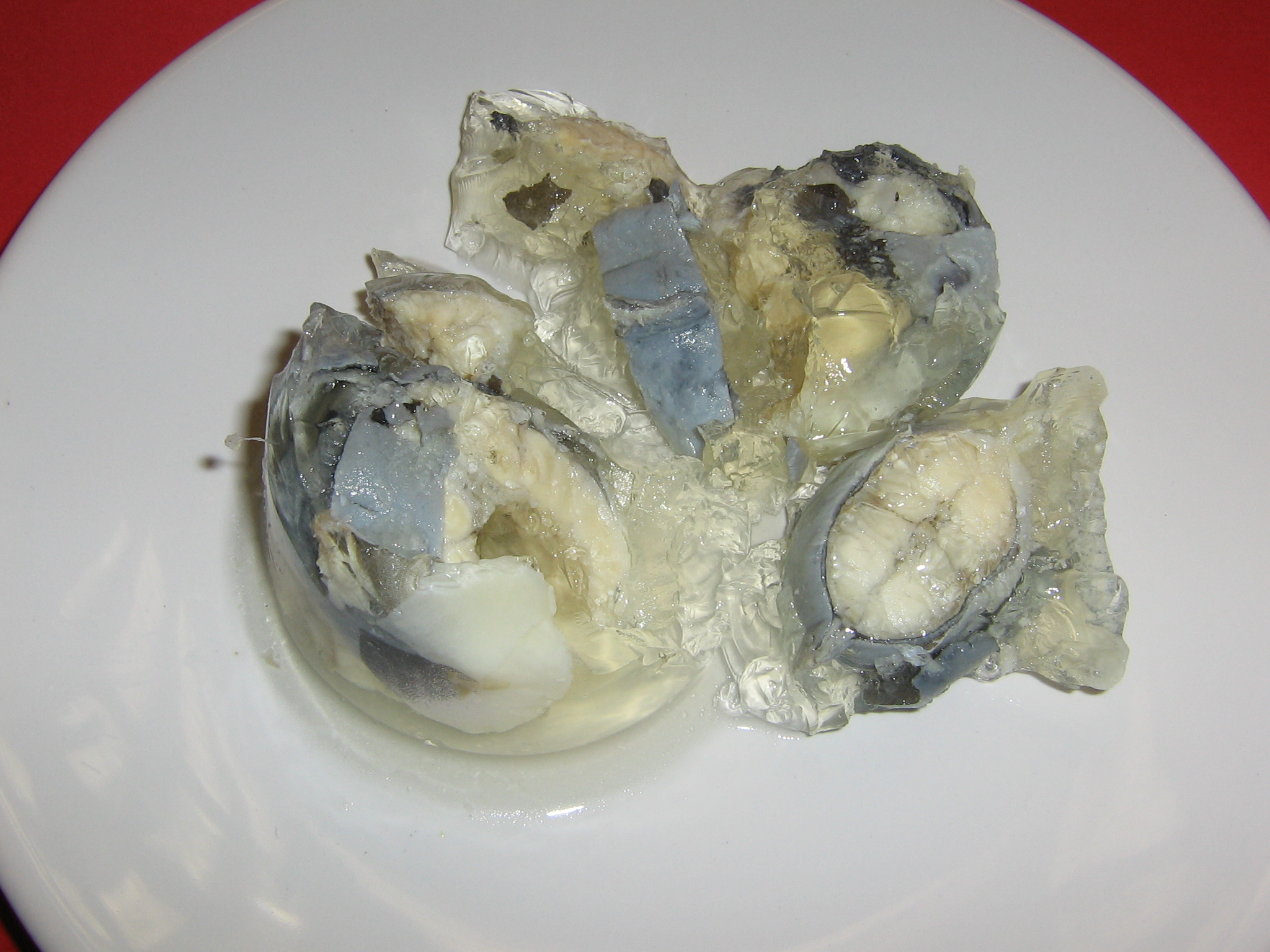
皿に盛られたウナギのゼリー寄せ。

ウナギのゼリー寄せ（ウナギのゼリーよせ、英: Jellied eels）またはウナギの煮こごり（ウナギのにこごり）は、18世紀に生まれた伝統的なイングランド料理である。特にロンドンのイーストエンドの名物として知られる。ぶつ切りにしたウナギを煮込んでから冷やしてゼリー状に固めたもので、温かくしても冷たいままでも食べられる。

## 歴史

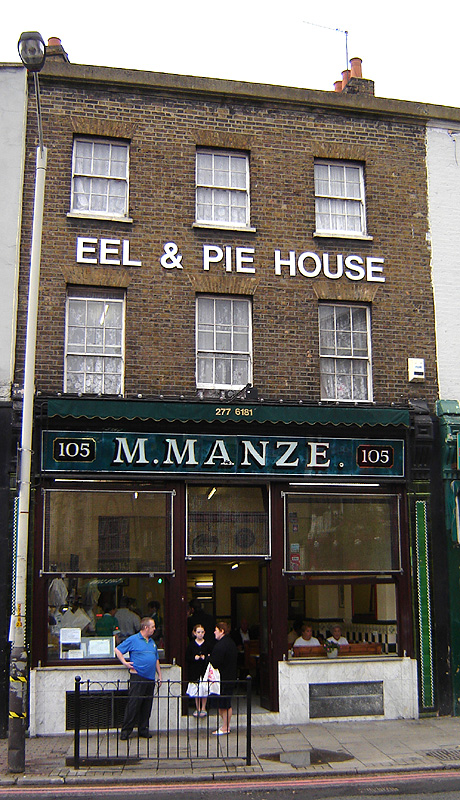
老舗のウナギ料理店「M・マンゼ」。

16世紀から19世紀のロンドンにおいて、ウナギは安くて栄養があることから、庶民にも手軽な食材として親しまれており、特に貧困層にとっては主食として扱われていた。かつてのテムズ川にはヨーロッパウナギが多く生息し、ロンドン市内を流れるあたりでもウナギをとる漁網が仕掛けられていた。テムズ川でウナギがとれた時代の名残として、テムズ川にはイールパイ・アイランド（en）という小島が存在する。18世紀のロンドンに、「イール・パイ・アンド・マッシュ・ハウス」（Eel Pie & Mash Houses、ウナギパイとマッシュポテトの店）と呼ばれる形式のウナギ料理店が出現した。現存する最古のこの種のウナギ料理店「M・マンゼ」（M. Manze）は、1891年創業である。第二次世界大戦期の食糧難の際にも、ウナギは配給制適用外の貴重な食品として人気があった。
ウナギのゼリー寄せも、こうした庶民の味覚の一つとして生まれ、20世紀に入ってからも、ロンドンの市場や競馬場、パブの前に出された数多くの屋台で売られていた。
20世紀後半に入ると、イギリスではウナギの人気は大きく低下した。安くて栄養のある食材への需要が減ったうえ、他の食品が選択肢として増えたことや味の嗜好の変化により、ウナギの占める地位はあまり重要ではなくなったのである。ウナギ料理の本場のイーストエンドでも、従来の住民の多くが郊外に移住するとともに外国人が流入、ウナギを扱う店は減っている。例えば第二次世界大戦が終わったころ、ロンドンには100軒以上のパイ・アンド・マッシュ店があってウナギのゼリー寄せを提供していたが、1995年には87軒となり、以後も減少が続いている。テムズ川の水質悪化により、ウナギの漁獲が減った影響もある。1960年代以降には水質が改善し、ウナギの放流が行えるまでに回復、環境局（en:Environment Agency）もテムズ川での漁業を支援しており、タワーブリッジよりも上流でならば漁網の使用を許可しているものの、ウナギの人気は回復していない。
2000年から21世紀初頭では、ロンドンでウナギのゼリー寄せを扱う店は若干のパイ・アンド・マッシュ店が残るほか、少数の屋台や一部のスーパーマーケットで売られている程度となっている。例えばチャペル・マーケット（en）では、以前は3-4軒のウナギゼリー寄せを売る屋台があったが、今は1軒のみとなっている。ビリングズゲート魚市場（en）ではウナギを扱う卸売商は1軒だけとなり、この店が作ったウナギのゼリー寄せがロンドン地域の小売店の多くに卸されている。また、イーストエンドのパイ・アンド・マッシュの店で扱うウナギもオランダから輸入品である。

## 調理法

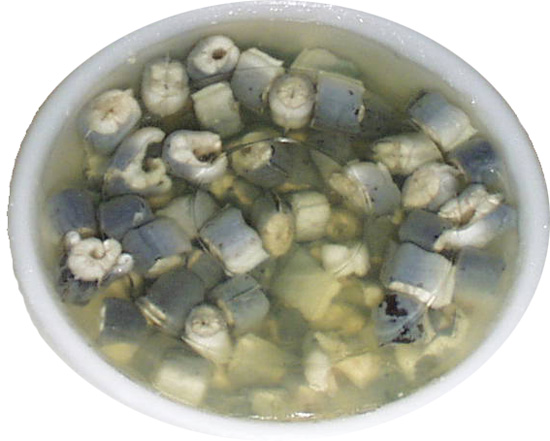
ボウルの中で固められたウナギのゼリー寄せ。

伝統的なレシピでは、材料に使うウナギは、イギリス国内産の生きたヨーロッパウナギである。通常、ウナギは身を筒状にぶつ切りにされた後、酢と水にレモン汁やナツメグを加えたもので煮込まれ、さらに煮汁ごと冷やされる。ウナギは煮込めばコラーゲンなどのタンパク質が溶け出すので、冷やせば自然にゼリー状に固まった煮こごりとなる。もっとも、ゼラチンを加えて固まりやすくすることもある。レシピは店ごとに異なるが、ヴィクトリア朝以来の伝統的なレシピでは主材料と調理法は共通しており、ただ風味付けに使うハーブとスパイスの配合に違いがみられる。
レシピの一例として、1970年代にアメリカのノースカロライナ州でウナギの販売促進用に作成されたパンフレットには、以下の要領が載っている。
1. ウナギ1lb≒450gを1in≒2.5cmの長さにぶつ切りにする。ウナギの皮はむいてもそのままでもよい。
2. ひたひた程度の塩水（水1pt≒470ccに対し塩小さじ1杯の濃度）とレモン1個分の果汁、ローリエ1枚を加えて弱火で2時間煮込む。
3. 煮込んだら、素早く冷やし固める。

ウナギのゼリー寄せは、普通の酢またはチリビネガー（唐辛子風味の酢）をかけて食べられる。ゼリーの中のウナギにコショウを振りかけて食べる場合もある。屋台などでは、大きな容器で作られたウナギのゼリー寄せを、注文に応じて1人前（5切れほど）に小分けして売っている。客は適宜、店に備え付けの酢をかけて食べる。

## イギリス以外におけるウナギのゼリー寄せ
イタリアにもよく似た料理があり、その名も“anguilla”（ウナギ）と呼ばれ、バルサミコ酢をかけて食べられることが多い。フランスやドイツでは、ウナギのアスピック（フランス語: aspic d'anguille, ドイツ語: Aal in Aspik）と呼ばれる。1938年にフランスで刊行された『ラルース料理百科事典』（en）にも、45種のウナギ料理の一つとして「ウナギのアスピック」が収録されている。